# Мёдинген
Мёдинген (нем. Mödingen) — община в Германии, в земле Бавария. 
Подчиняется административному округу Швабия. Входит в состав района Диллинген-ан-дер-Донау. Подчиняется управлению Виттислинген.  Население составляет 1333 человека (на 31 декабря 2010 года). Занимает площадь 23,37 км².